# قناة نورمينا
نورمينا قناة تلفزيونية عربية خاصة كانت تبث من الأردن عبر القمر الصناعي نايل سات. بدأت البث التجريبي عام 2004 ليليها بعد فترة وجيزة البث الكامل. القناة متخصصة في مجال الترفيه والسياحة والثقافة والفنون.، توّقف بثها في مارس 2017.